# Tranquillo Barnetta
Tranquillo Barnetta (ur. 22 maja 1985 w St. Gallen) – szwajcarski piłkarz grający na pozycji pomocnika.

## Kariera klubowa
Barnetta jako junior grał w klubach FC Rotmonten Sankt Gallen oraz FC Sankt Gallen, do którego trafił w 1996 roku. Do pierwszej drużyny tego zespołu został przesunięty przed rozpoczęciem sezonu 2002/2003. W pierwszym sezonie zagrał tam 30 razy i zdobył 7 bramek. Natomiast w lidze zajął z klubem dziesiąte miejsce. W następnym sezonie w barwach klubu wystąpił w 30 meczach i strzelił 5 goli, a jego zespół uplasował się na piątej pozycji w szwajcarskiej ekstraklasie. Łącznie w pierwszej drużynie Sankt Gallen Barnetta spędził dwa sezony, a w tym czasie rozegrał tam 60 spotkań i zdobył 12 bramek.
W lipcu 2004 przeniósł się do niemieckiego pierwszoligowca – Bayeru 04 Leverkusen. Jednak jeszcze przed debiutem w jego barwach został wypożyczony do Hannoveru 96. Będąc zawodnikiem tego klubu zanotował pierwszy występ w lidze niemieckiej. Było to 18 września 2004 w przegranym przez jego zespół 0:3 pojedynku z Werderem Brema. Natomiast pierwszego gola w Bundeslidze strzelił 2 października 2004 w wygranym przez Hannover 3:1 ligowym meczu z Hansą Rostock. Przez cały sezon 2004/2005 w hanowerskiej drużynie zagrał siedem razy i strzelił dwa gole, a po zakończeniu rozgrywek ligowych powrócił do Bayeru. Pierwszy mecz w jego barwach rozegrał 23 lipca 2005 w przegranym przez Bayer 0:1 meczu Pucharu Niemiec z Werderem Brema. W lidze zadebiutował 7 sierpnia 2005 w spotkaniu z Eintrachtem Franfkurt (4:1 dla Bayeru). W sezonie 2010/2011 wywalczył z Bayerem wicemistrzostwo Niemiec.
Latem 2012 Barnetta odszedł z Bayeru do FC Schalke 04. W 2013 roku został z niego wypożyczony na jeden sezon do Eintrachtu Frankfurt. W 2015 roku wyjechał do Stanów Zjednoczonych i przez dwa lata grał w zespole Major League Soccer, Philadelphia Union. W 2017 roku wrócił do FC Sankt Gallen.

## Kariera reprezentacyjna
Barnetta jest reprezentantem Szwajcarii. W drużynie narodowej zadebiutował 9 września 2004 roku w meczu eliminacji do MŚ 2006 przeciwko Irlandii (1:1). Był uczestnikiem Euro 2004, z którego odpadł z drużyną po fazie grupowej. W 2006 roku pojechał Mistrzostwa Świata. Z reprezentacją dotarł tam do 1/8 finału, jednak Helweci ulegli tam po rzutach karnych Ukrainie. Na tym mundialu Barnetta zdobył gola w meczu grupowym przeciwko Togo (2:0). W 2008 roku został powołany do kadry na Mistrzostwa Europy, które zakończył jednak z drużyną na fazie grupowej. Grał również na Mistrzostwach Świata 2010 i 2014. W kadrze narodowej od 2004 do 2014 roku zagrał 75 razy i strzelił 10 goli.